# Бурлаков Павло Миколайович
Бурлаков Павло Миколайович (нар. 19 червня 1963 року, Донецьк, СРСР) — в минулому український, згодом російський політичний діяч, український колаборант з Росією. Заступник голови Севастопольського відділення партії «Єдина Росія» в складі тимчасової окупаційної влади РФ в Криму з 31 січня 2019 року.
Колишній громадянин України, з початком тимчасової окупації Криму Росією перейшов на бік окупантів.

## Життєпис
Народився 19 червня 1963 року у місті Донецьку. Батько — Микола Семенович (1927—2003) — працівник вугільної промисловості. Мати — Наталія Миколаївна (1923) — медсестра, пенсіонерка. Дружина Людмила Василівна (1974) — державний службовець. Син Вадим (1988). Донька Аліка (1994). Син Михайло (1995). Донька Анастасія (2009).
Вища освіта: Донецький політехнічний інститут (1980–1985), «Гірничі машини та комплекси», кваліфікація: гірничий електромеханік. Дніпропетровський регіональний інститут державного управління Національної академії державного управління при Президентові України (2001–2003), «Державне управління», кваліфікація: магістр державного управління.

### Трудова діяльність та громадська робота
Народний депутат України 6-го скликання з листопада 2007 по квітень 2010 від Партії регіонів, № 134 в списку. На час виборів: народний депутат України, член ПР. Член фракції Партії регіонів (з листопада 2007). Член Комітету з питань бюджету (з грудня 2007), голова підкомітету з питань місцевих бюджетів (з січня 2008). Склав депутатські повноваження 16 квітня 2010.
Народний депутат України 5-го скликання з квітня 2006 по листопад 2007 від Партії регіонів, № 109 в списку. На час виборів: начальник управління ідеологічної роботи Центрального апарату Партії регіонів, член ПР. Член фракції Партії регіонів (з травня 2006). Член Комітету з питань екологічної політики, природокористування та ліквідації наслідків Чорнобильської катастрофи (з липня 2006), член Спеціальної контрольної комісії з питань приватизації (з 2006).
Колишній депутат Червоногвардійської районної ради народних депутатів Макіївки кількох скликань.
З березня 2010 до 2014 — перший заступник голови Ради міністрів Автономної республіки Крим.
- 1985—1987 — гірничий майстер, начальник зміни, шахта «Красноґвардійська» ВО «Макіїввугілля», м. Макіївка.
- З 12.1987 — 2-й секретар, з 08.1988 — 1-й секретар, Червоногвардійський РК ЛКСМУ м. Макіївки.
- З 09.1990 — секретар, Донецького ОК ЛКСМУ.
- З 10.1991 — заступник голови Союзу молодіжних організацій Донбасу.
- З 09.1992 — 1995 — директор, компанія «INPRO», м. Макіївка.
- 1995—2000 — на партійній і громадській роботі.
- З 01.2000 — помічник голови виконкому Макіївської міськради.
- З 04.2002 — заступник Макіївського міського голови з питань діяльності виконавчих органів влади, виконком Макіївської міськради.
- З 12.2002 — консультант 1-го заступник голови Донецької облдержадміністрації.
- 03.-10.2005 — заступник директора з адміністративних питань в компанії «INPRO».
- З 11.2005 — перший заступник керівника Центрального виборчого штабу, начальник управління ідеологічної роботи в Центральному апараті Партії регіонів, м. Київ.
- 2002—2006 — депутат, голова постійної комісії з питань екології Донецької облради.
- З березня 2010 року — 1-й заступник голови Ради міністрів Криму, одночасно з 16 лютого по 16 березня 2011 — міністр регіонального розвитку і житлово-комунального господарства Криму
- З 17 серпня по 8 листопада 2011 року — тимчасово виконував обов'язки голови Ради міністрів Криму.
- 3 8 листопада 2011 по 27 лютого 2014 року — 1-й заступник голови Ради міністрів Криму.
- 3 31 січня 2019 року — заступник голови виконкому Севастопольського відділення партії «Єдина Росія».

Почесна грамота ВР України. Почесна грамота Донецької облради. Орден «За заслуги» ІІІ ступеня.
Захоплення: риболовля, волейбол, подорожі.